# Осепян, Сурен Григорьевич
Суре́н Григо́рьевич Осепя́н (Осепя́нц) (арм. Սուրեն Հովսեփյան (Հովսեփյանց); 10 декабря 1890 — 20 сентября 1918) — российский революционер и журналист, один из 26 бакинских комиссаров.

## Биография
Родился 10 декабря 1890 в Елисаветполе в армянской семье.
Юношей примкнув к революционному движению, активно пропагандировал идеи марксизма-ленинизма и пролетарского интернационализма среди рабочих и крестьян Азербайджана и других регионов России. Учился в Московском университете, участвовал в выступлениях революционного студенчества.
Участвовал в Революции 1905—1907, Февральской и Октябрьской революциях, активный деятель большевистских организаций Закавказья.
В годы Первой мировой войны проводил революционную работу в частях Кавказской армии.
Прибыл в Баку в марте 1918 года. Редактор газет «Кавказская красная Армия», «Известия Бакинского Совета».
Расстрелян 20 сентября 1918 года в числе 26 бакинских комиссаров на 207-й версте между станциями Ахча-Куйма и Перевал (ныне — на территории Балканского велаята, Туркменистан).

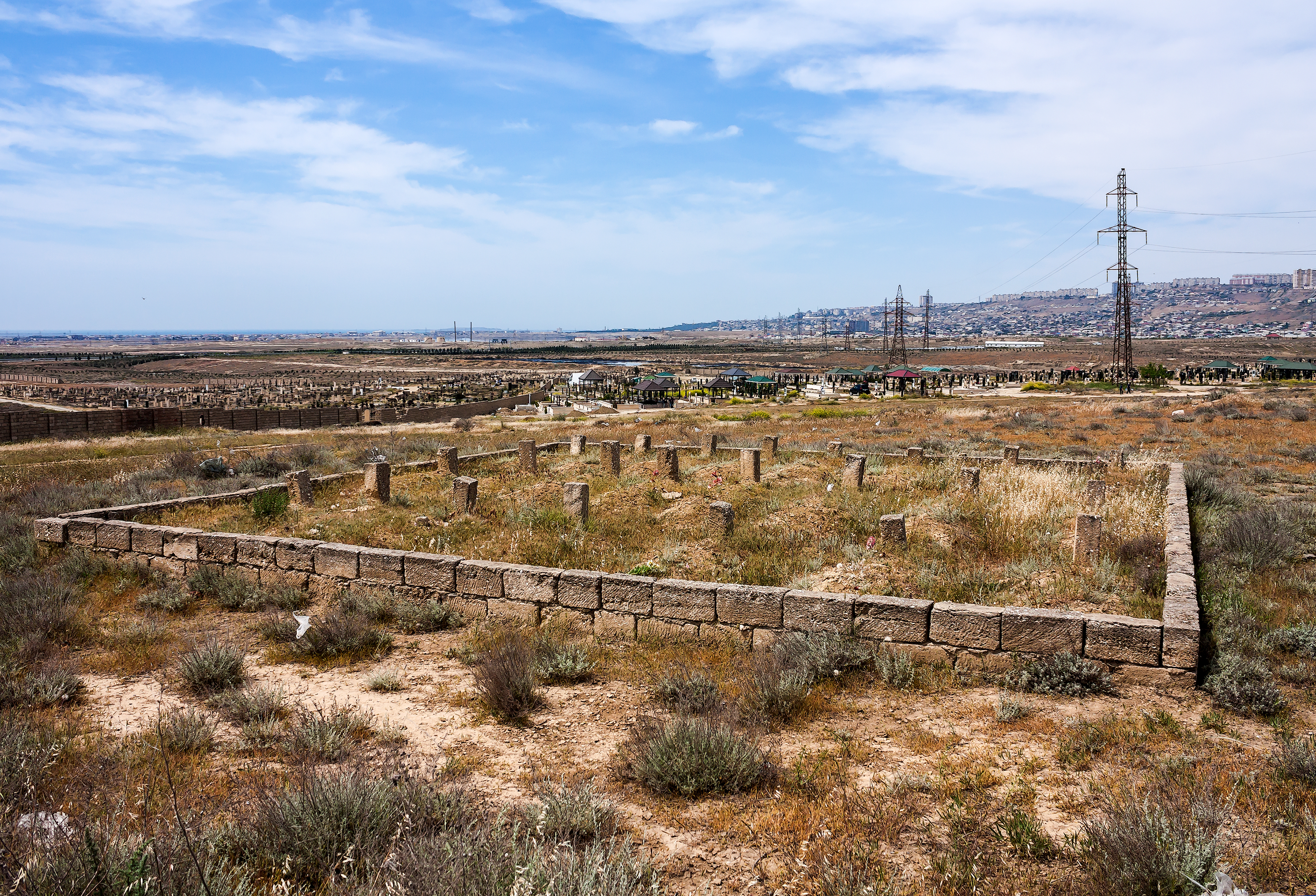
Перенесенная могила 26 Бакинских комиссаров. Говсанское кладбище, 09 мая 2017 г.

## Литературная деятельность
Статьи и корреспонденции Осепяна публиковались на страницах различных органов большевистской периодической печати — газет «Правда», «Невская звезда», «Известия Бакинского Совета», «Кавказская Красная Армия», журнала «Просвещение», а также материалы центральной и местной большевистской печати (газеты «Вперед», «Бакинский рабочий» и др.).

## Память
До 1989 г. имя Осепяна носила улица Сулеймана Рустама города Баку.